# West Danby
West Danby est une census-designated place du comté de Tompkins, dans l'État de New York, aux États-Unis. En 2020, elle compte une population de 211 habitants.